# José Medeiros Ferreira
José Manuel de Medeiros Ferreira GCIH • GCL (Ponta Delgada, 20 de fevereiro de 1942 – Lisboa, 18 de março de 2014) foi um professor universitário, e político português, tendo feito parte do primeiro Governo Constitucional de Portugal, em 1976.

## Biografia
Frequentou o curso de História da Faculdade de Letras da Universidade de Lisboa, onde se destacou pelo carregado sotaque açoriano e pelas barbas à Antero de Quental. Ali conheceu a sua futura esposa, Maria Emília Brederode Santos, filha de Nuno Rodrigues dos Santos, sua colega nas revoltas estudantis de 1962 Foi vice-presidente da Comissão Pró-Associação da Faculdade de Letras. Desempenhou, com Jorge Sampaio, um papel determinante nas lutas estudantis dos anos sessenta, tendo sido em consequência disso proibido de frequentar qualquer universidade portuguesa, em processo de expulsão disciplinar.  Os advogados Jorge Sampaio, Salgado Zenha e Jorge Santos empenharam-se na sua defesa, mas a justiça fez orelhas moucas, o que o levou a exilar-se em Genebra.  
Licenciou-se em História, pela Universidade de Genebra, em 1972, e doutorou-se em História Institucional e Política, pela Universidade Nova de Lisboa, em 1991. 
Dedicou a sua vida profissional ao ensino universitário, que conciliou com uma ativa colaboração nos meios de comunicação social. Foi assistente na Faculdade de Ciências Económicas e Sociais da Universidade de Genebra (1972–1974) e assistente convidado da Faculdade de Ciências Sociais e Humanas da Universidade Nova de Lisboa (1981–1991), onde passou a professor auxiliar (1991–1999). Foi professor associado da mesma faculdade (desde 1999). Foi membro do Instituto de História Contemporânea e presidiu ao Conselho Geral da Universidade Aberta (desde 2009). Colaborou, igualmente, na lecionação do Mestrado em Relações Internacionais, na Universidade dos Açores, durante largos anos. 
Foi autor de várias obras no domínio das Relações Internacionais. 
Militante do Partido Socialista, Medeiros Ferreira foi eleito deputado à Assembleia Constituinte (1975) e chamado a exercer o cargo de Ministro dos Negócios Estrangeiros do I Governo Constitucional (1976–1978), chefiado por Mário Soares; cargo de que foi exonerado após rompimento de relações com Soares, desencadeada por divergências em matéria de relações diplomáticas do governo de então. 
Conotado com a ala direita ou reformista do PS, formaria com António Barreto e Francisco Sousa Tavares, o Movimento Reformador ou Movimento dos Reformadores, em 1978. Este movimento viria, em 1979, a juntar-se à Aliança Democrática, coligação chefiada por Francisco Sá Carneiro, que incluía, além do PSD de Sá Carneiro, o CDS de Diogo Freitas do Amaral e o PPM de Gonçalo Ribeiro Telles; embora nenhum dos reformadores tenham feito parte dos governos da AD.
Mais tarde, Medeiros Ferreira retirava o seu apoio à AD, até que, em 1985, o movimento terminou a sua existência. Em 1985 Medeiros Ferreira está com o general António Ramalho Eanes na criação do Partido Renovador Democrático, formação que, ao apresentar-se a votos nas eleições legislativas de 1985, provocará um grande abalo no resultado eleitoral do PS. Medeiros Ferreira voltaria depois ao PS.
A 13 de Julho de 1981 foi agraciado com a Grã-Cruz da Ordem do Infante D. Henrique.
Um dos relatórios vazados no site WikiLeaks reporta a participação de Medeiros Ferreira na reunião do "Bilderberg Group" realizada em Aachen na Alemanha, a 18, 19, e 20 de Abril de 1980.
A 9 de Junho de 1998 foi agraciado com a Grã-Cruz da Ordem da Liberdade.
Nos últimos anos da sua vida foi cronista no Diário de Notícias, blogger no Bichos Carpinteiros, comentador desportivo da Antena 1, onde representava o Benfica no programa Grandes Adeptos, bem como comentador no programa Prova dos 9 da TVI24 e em diversos programas da SIC Notícias.
Morreu a 18 de março de 2014, aos 72 anos.

### Funções governamentais exercidas
- I Governo Constitucional
  - Ministro dos Negócios Estrangeiros

## Obras
- Ensaio histórico sobre a Revolução do 25 de Abril - o período pré-constitucional (1983)